# Таланти і шанувальники (фільм, 1973)
«Таланти і шанувальники» (рос. «Таланты и поклонники») — радянський художній фільм 1973 року режисера Ісидора Анненського, екранізація однойменної п'єси О. М. Островського.

## Сюжет
Сюжет фільму оповідає про драму молодої провінційної актриси Олександри Миколаївни Негіної, яку спонукають життєві обставини до нелегкого вибору між справжнім коханням і бажанням неодмінно реалізувати себе в мистецтві.

## У ролях
- Світлана Пелиховська — Олександра Миколаївна Негіна
- Ольга Хорькова — Домна Пантеліївна
- Леонід Губанов — Іван Семенович Велікатов
- Микола Гриценко — князь Іраклій Саратонич Дулєбов
- Олександр Бєлявський — Григорій Антонич Бакін
- Нонна Терентьєва — Ніна Василівна Смельська
- Володимир Богін — Петро Єгорович Мелузов
- Євген Лебедєв — Мартин Прокопович Нароков
- Рудольф Панков — Вася
- Григорій Абрикосов — Ераст Громілов, трагік
- Юрій Саранцев — Гаврило Петрович Мігаєв, антрепренер
- Аріадна Шенгелая — гастролерша
- Віка Чернакова — Саша в дитинстві
- Михайло Бочаров — пан
- Петро Савін — обер-кондуктор

## Знімальна група
- Автор сценарію:  Ісидор Анненський
- Режисер-постановник:  Ісидор Анненський
- Оператор:  Михайло Кириллов
- Художник:  Ной Сендеров
- Композитор:  Тихон Хренніков